# Ctenophora (Ctenophora) biguttata
Ctenophora (Ctenophora) biguttata is een tweevleugelige uit de familie langpootmuggen (Tipulidae). De soort komt voor in het Palearctisch gebied.